# Serce bije w rytm
Serce bije w rytm – pierwszy album studyjny polskiego rapera Gedza. Wydawnictwo ukazało się 24 maja 2013 roku nakładem wytwórni muzycznej B.O.R Records w kooperacji z Urban Rec. Produkcji nagrań podjęli się: Grrracz, SherlOck, Gedz, Henson, Grubz oraz Tyno. Z kolei wśród gości znaleźli się Joda, RakRaczej, Ras, Borixon, Grizzlee, Rdw, Kot Kuler, Gruby Mielzky oraz Vixen. Nagrania dotarły do 35. miejsca zestawienia OLiS.

## Lista utworów
Opracowano na podstawie materiału źródłowego.
1. "Nie mów mi, że jest za późno" (produkcja: Grrracz)
2. "Co słychać" (produkcja: SherlOck)
3. "Gdzie jest siano" (produkcja: Grrracz)
4. "Należę do tych" (gościnnie: Joda, produkcja: Grrracz, scratche: DJ Gondek)
5. "Lekki wieje wiatr" (gościnnie: RakRaczej, Ras, produkcja: Gedz, Henson, scratche: DJ Krug)
6. "Brudna północ" (gościnnie: Joda, produkcja: Grubz, scratche: 13 Crew)
7. "Skit o problemach z melanżem" (produkcja: Grrracz)
8. "Królowie nocy" (gościnnie: Borixon, Grizzlee, Rdw, produkcja: Grrracz)
9. "Otis (Remix)" (produkcja: Grrracz)
10. "Hipnoterapia" (gościnnie: Kot Kuler, Gruby Mielzky, produkcja: Henson, scratche: DJ Gondek)
11. "Mówisz mi jak mam żyć" (produkcja: SherlOck)
12. "Punkt widzenia 2" (produkcja: Tyno)
13. "Bezkonkurencyjny" (gościnnie: Grizzlee, produkcja: Grrracz, scratche: DJ Ace)
14. "Serce bije w rytm" (produkcja: Grrracz)
15. "Chodź ze mną" (gościnnie: Vixen, produkcja: SherlOck)